# Торноло
То̀рноло (на италиански: Tornolo, на местен диалект Turneru, Турнеру) е село и община в северна Италия, провинция Парма, регион Емилия-Романя. Разположено е на 620 m надморска височина. Населението на общината е 1136 души (към 2010 г.).